# Forró
Forró je vesnice, která se rozkládá v okrese Encs, v župě Borsod-Abaúj-Zemplén, na severovýchodě Maďarska. Rozloha této obce je 19,03 km² a v lednu 2011 zde žilo 2 466 obyvatel.

## Popis
Vesnice leží při hlavní silnici č.3/E71 v bezprostředním sousedství s okresním městem Encs. Od Miskolce, hlavního města župy je vzdáleno zhruba 34 km. Nadmořská výška je zhruba od 150 do 250 m n. m.
V obci je mateřská škola, kulturní dům, muzeum, pošta a hotel s restaurací.

## Zajímavosti
Katolický gotický kostel Panny Marie ze 14. století, který byl v roce 1729 barokně upraven.